# Sylvia Lutfalla Maluf
Sylvia Lutfalla Maluf (São Paulo, 23 de abril de 1935) é uma empresária brasileira.
É filha do megaempresário Fuad Lutfalla e de Alexandra Assad, e casada com o ex-governador, ex-prefeito e ex-deputado federal Paulo Maluf, com quem teve quatro filhos e treze netos. Em 1955, à época de seu casamento, era herdeira da Fiação e Tecelagem Lutfalla.
Dona Sylvia, como é conhecida, administrou o Fundo Social de São Paulo, onde trabalhou com a popular Campanha do Agasalho.
Em 2005 foi denunciada e processada, junto com o marido, por lavagem de dinheiro, após a descoberta de uma conta em um banco francês, cujos extratos mostravam registros de transferência de fundos para paraísos fiscais. Na época teve o seu passaporte apreendido, não podendo deixar o País.